# Dalechampia katangensis
Dalechampia katangensis är en törelväxtart som beskrevs av J.Leonard. Dalechampia katangensis ingår i släktet Dalechampia och familjen törelväxter. Inga underarter finns listade i Catalogue of Life.